# 築館町
築館町（つきだてちょう）は、宮城県の北部に位置した町である。古くから奥州街道の宿場町として栄えた。2005年4月1日に栗原郡全町村が合併し、栗原市（くりはらし）となった。

## 地理
宮城県北部に位置した町である。
- 河川：迫川、夏川
- 湖沼：伊豆沼、内沼

## 沿革
- 1875年（明治8年）10月17日 - 水沢県による村落統合にともない、成田村を築館村に編入。
- 1889年（明治22年）4月1日 - 町村制施行にともない、築館村単独で村制施行。
- 1896年（明治29年）6月30日 - 町制施行し、築館町となる。
- 1954年（昭和29年）8月10日 - 築館町・玉沢村・宮野村・富野村が合併し、改めて築館町となる。
- 2005年（平成17年）4月1日 - 栗原郡内全町村が合併して栗原市となる。

## 行政
- 最後の町長：千葉德穗
- 歴代村長

| 代 | 氏名     | 就任                      | 退任                      | 備考 |
| -- | -------- | ------------------------- | ------------------------- | ---- |
| 1  | 熱海善輔 | 1889年（明治22年）4月22日 | 1896年（明治29年）6月29日 |      |

- 歴代町長

昭和の合併以前
| 代 | 氏名         | 就任                       | 退任                       | 備考         |
| -- | ------------ | -------------------------- | -------------------------- | ------------ |
| 1  | 熱海善輔     | 1896年（明治29年）6月30日  | 1897年（明治30年）4月19日  | 村長より留任 |
| 2  | 小山英馬     | 1897年（明治30年）5月7日   | 1902年（明治35年）1月31日  |              |
| 3  | 熱海善輔     | 1902年（明治35年）4月17日  | 1905年（明治38年）4月15日  | 再任         |
| 4  | 高橋藤吉     | 1905年（明治38年）4月24日  | 1912年（大正元年）8月19日  |              |
| 5  | 熱海宗三郎   | 1912年（大正元年）9月5日   | 1919年（大正8年）2月24日   |              |
| 6  | 熱海孫十郎   | 1919年（大正8年）8月28日   | 1921年（大正10年）4月4日   |              |
| 7  | 佐藤彦七郎   | 1921年（大正10年）4月13日  | 1921年（大正10年）10月5日  |              |
| 8  | 熱海宗三郎   | 1921年（大正10年）11月30日 | 1925年（大正14年）11月29日 | 再任         |
| 9  | 佐藤彦七郎   | 1925年（大正14年）12月11日 | 1939年（昭和14年）6月25日  | 再任         |
| 10 | 日野静       | 1939年（昭和14年）6月26日  | 1945年（昭和20年）9月24日  |              |
| 11 | 白鳥武右衛門 | 1945年（昭和20年）10月16日 | 1946年（昭和21年）12月7日  |              |
| 12 | 尾形甚治     | 1947年（昭和22年）4月5日   | 1950年（昭和25年）7月4日   |              |
| 13 | 鈴木盛       | 1950年（昭和25年）8月12日  | 1952年（昭和27年）2月4日   |              |
| 14 | 千葉秋男     | 1952年（昭和27年）3月11日  | 1954年（昭和29年）8月9日   |              |

昭和の合併以後
初代 - 千葉秋男

## 教育
- 高等学校
  - 宮城県築館高等学校
  - 宮城県築館女子高等学校
- 中学校
  - 築館町立築館中学校
- 小学校
  - 築館町立築館小学校
  - 築館町立玉沢小学校
  - 築館町立宮野小学校

- 学校教育以外の施設
  - 東北職業能力開発大学校（職業能力開発促進法に基づく職業能力開発大学校）

## 交通

### 鉄道路線
- 町内に鉄道駅は無い。最寄り駅は東日本旅客鉄道東北新幹線くりこま高原駅。
- 過去には仙北鉄道が町域を通過していた。
- 築館町というバス停があるが、読みがなは「つきだてまち」になっている。

### 高速バス
- 仙台 - 金成線
- 仙台 - 一迫線

### 道路
- 高速道路
  - 東北自動車道：築館IC
- 一般国道
  - 国道4号
  - 国道398号
- 都道府県道
  - 宮城県道29号河南築館線
  - 宮城県道36号築館登米線
  - 宮城県道42号築館栗駒公園線
  - 宮城県道176号若柳築館線

## 名所・旧跡・観光スポット・祭事・催事

### 名所
- 伊豆沼・内沼
- 薬師公園
- 双林寺の姥杉（宮城県指定天然記念物）

### 祭り
- どんと祭（1月14日）
- つきだて桜まつり
- つきだて七夕まつり（8月5,6日）
- 内沼はすまつり（8月14〜16日）

## 出身有名人
- 櫻田淳 - 政治学者
- 白鳥省吾 - 詩人
- 高望山大造 - 大相撲力士
- 三浦明博 - 小説家